# Orvasca aliena
Orvasca aliena is een donsvlinder uit de familie van de spinneruilen (Erebidae). De wetenschappelijke naam van de soort is, als Porthesia aliena, voor het eerst geldig gepubliceerd in 1886 door Arthur Gardiner Butler.